# Тихоокеанский флот ВМС США
Тихоокеанский флот ВМС США (англ. United States Pacific Fleet, USPACFLT) наряду с Атлантическим флотом ВМС США является одним из основных оперативно-стратегических объединений военно-морских сил США. Флот предназначен для решения важных государственных военно-политических задач в Азиатско-Тихоокеанском регионе. В зону его ответственности входит почти вся акватория Тихого и Индийского океанов (от Западного побережья США до восточных берегов Африки), а также часть арктического бассейна общей площадью более 100 миллионов квадратных миль.

## История
Тихоокеанский флот был образован в 1907 году путем объединения Азиатского флота и Тихоокеанской эскадры. В 1910 году корабли из состава Первой эскадры были объединены в отдельный Азиатский флот. Общий приказ 94 от 6 декабря 1922 года объединил Флот США с Линейным флотом для выполнения задач в Тихом океане. До мая 1940 года флот находился на западном побережье США (прежде всего в Сан-Диего). Летом того же года, в рамках ответных действий США на японский экспансионизм, флоту был отдан приказ занять «продвинутую» позицию в Перл-Харборе на Гавайях. Командующий флотом, адмирал Джеймс Отто Ричардсон, который долгое время находился в Перл-Харборе, решительно протестовал против этого в Вашингтоне. Политические соображения считались достаточно вескими, поэтому его сменил адмирал Хазбенд Киммел, который был командующим во время нападения на Перл-Харбор.

### Состав Тихоокеанского флота на декабрь 1941 года

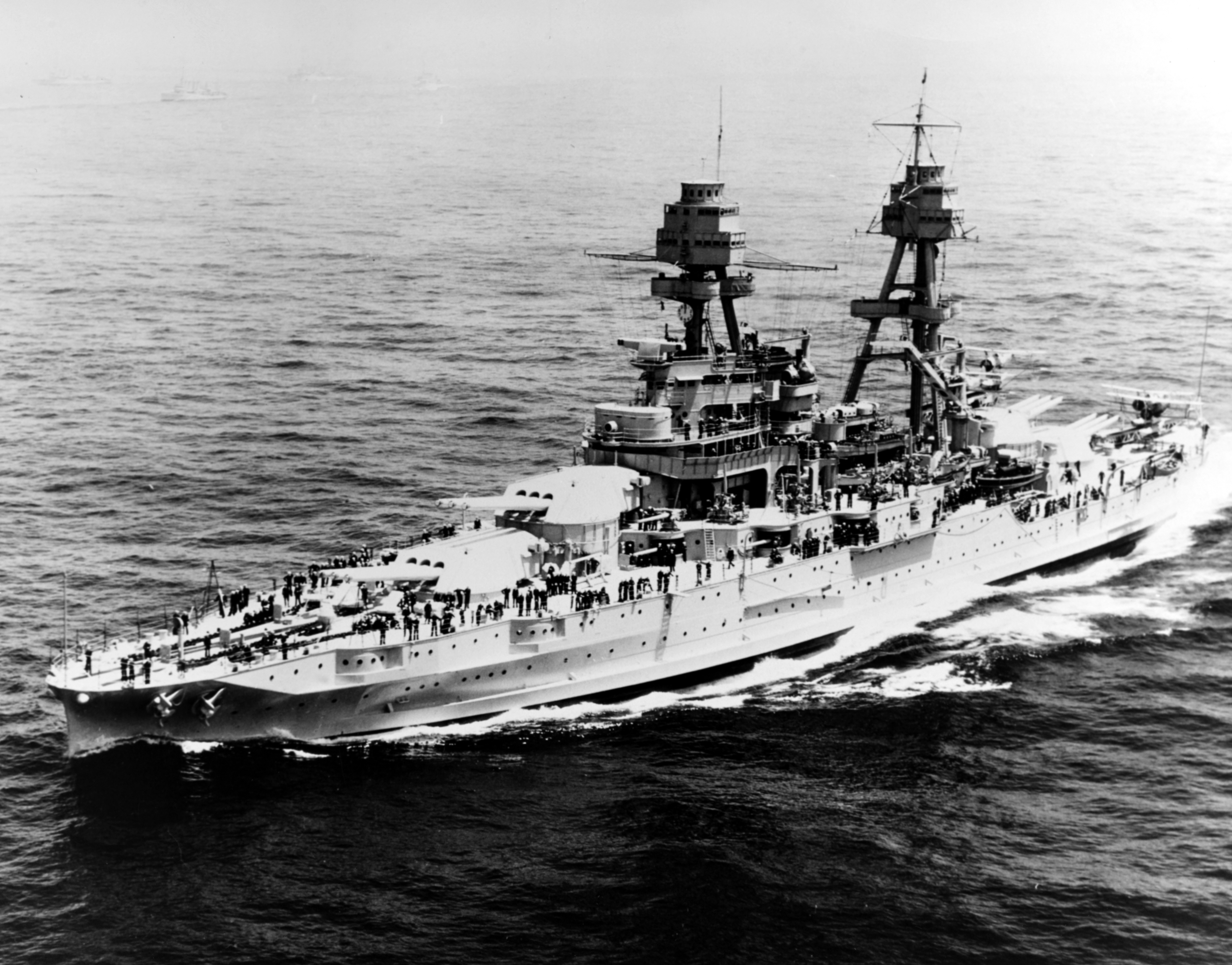
USS Pennsylvania (BB-38)

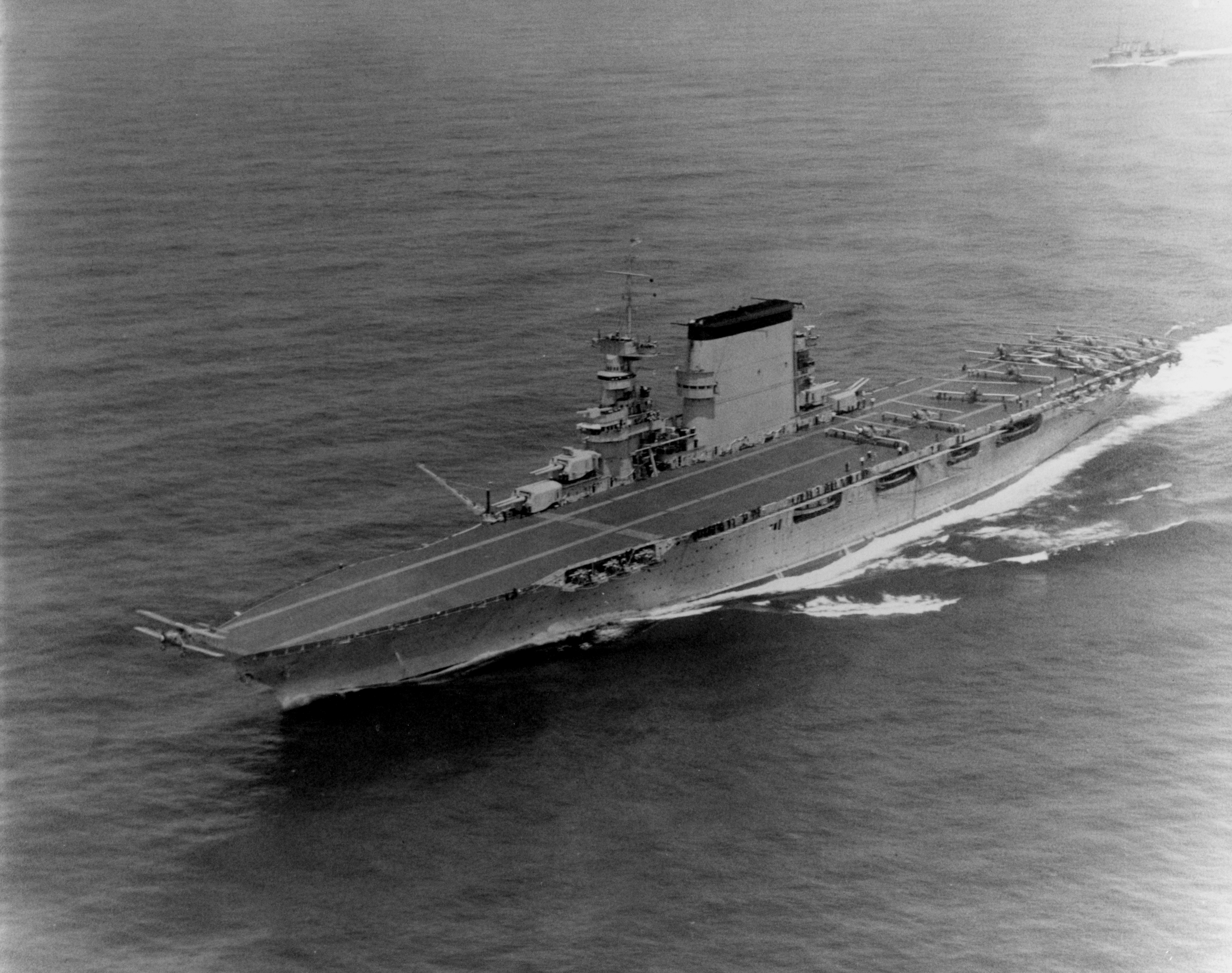
USS Lexington (CV-2)

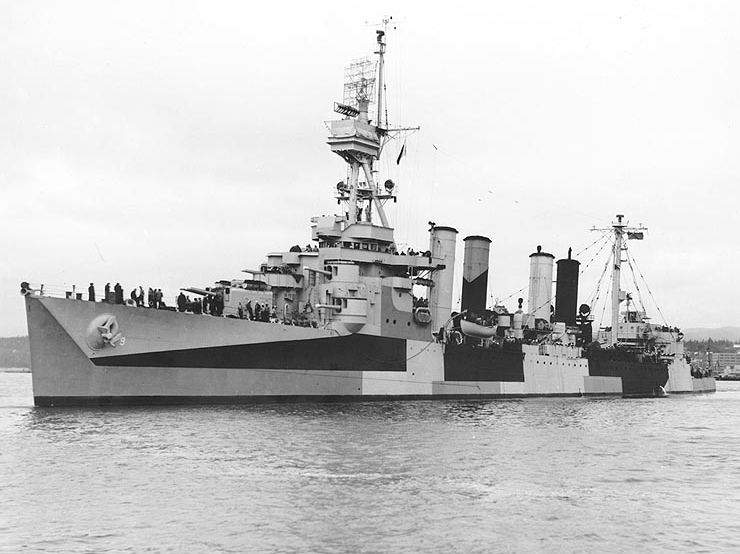
USS Richmond (CL-9)

На 7 декабря 1941 года Тихоокеанский флот состоял из линейных сил, разведывательных сил, сил обслуживания, амфибийных сил (COMPHIBPAC), крейсерных сил (COMCRUPAC), миноносных сил (COMDESPAC), подводных сил (COMSUBPAC). Также на Гавайях находился 14-й военно-морской округ под командованием контр-адмирала Клода Чарлза Блоха.
ВМС состояли из линкоров, распределенных в три дивизии:
- 1-я дивизия линейных кораблей
  - USS Pennsylvania (BB-38)
  - USS Arizona (BB-39)
  - USS Nevada (BB-36)
- 2-я дивизия линейных кораблей
  - USS Tennessee (BB-43)
  - USS California (BB-44)
  - USS Oklahoma  (BB-37)
- 3-я дивизия линейных кораблей
  - USS Colorado (BB-45)
  - USS Maryland (BB-46)
  - USS West Virginia (BB-48)

Эти девять линкоров были предназначены для противовеса десяти линейным кораблям Императорского флота Японии. Во время нападения на Перл-Харбор USS Pennsylvania (BB-38) находился на обслуживании в сухом доке, а USS Colorado (BB-45) находился на переоборудования в Бремертонских военно-морских верфях в штате Вашингтон. USS Arizona (BB-39) был объединен с USS Nevada (BB-36) и USS Oklahoma (BB-37).
Также в составе Военного флота находилось авиация ВМС, включающая 1-ю авианосную дивизию и 2-ю авианосную дивизию, 4-ю, 5-ю и 6-ю дивизии крейсеров, а также миноносные силы.
| - 1-я авианосная дивизия - USS Saratoga (CV-3) - USS Lexington (CV-2) | - 2-я авианосная дивизия - USS Enterprise (CV-6) | - 4-я дивизия крейсеров - USS Chicago (CA-29) - USS Portland CA-33 - USS Indianapolis (CA-35) | - 5-я дивизия крейсеров - USS Salt Lake City (CA-25) - USS Northampton (CA-26) - USS Chester (CA-27) | - 6-я дивизия крейсеров - USS Astoria (CA-34) - USS Minneapolis (CA-36) - USS New Orleans (CA-32) - USS San Francisco (CA-38) |

На момент начала атаки, все три авианосца отсутствовали — «Saratoga» базировался в Сан-Диего, собирая свою воздушную группу после крупного ремонта, «Enterprise» возвращался на Гавайи, исполняя приказ о перебазировании на атолл Уэйк, а «Lexington» отправился в аналогичную миссию к атоллу Мидуэй.

## Современность
Тихоокеанский флот ВМС США считается крупнейшим региональным военно-морским формированием в мире. В зону его ответственности входят территории площадью 100 млн квадратных миль – от Антарктиды до Полярного круга и от Западного побережья Соединенных Штатов до Индийского океана. В состав флота входят более 200 кораблей и подводных лодок, около 1200 самолетов и более 130 тысяч моряков и гражданских сотрудников. 
Летом 2021 года командование Тихоокеанским флотом США принял адмирал Сэм Папаро.